# Azáz
Azáz (arabsky أعزاز‎) je město v severozápadní Sýrii asi 32 kilometrů severně od Aleppa. Podle sčítání obyvatelstva v roce 2004 žilo ve městě 31 623 lidí. Většinu obyvatel města tvoří sunnitští muslimové většinou arabské, ale také kurdské a turkmenské národnosti.
Okolí města bylo 11. června 1125 dějištěm bitvy mezi Křižáckými státy a Seldžuckou říší.

## Občanská válka v Sýrii
19. července 2012 během občanské války v Sýrii se povstalci bojující proti syrské vládě zmocnily města. Město slouží jako cenná zásobovací trasa blízko turecko-syrské hranice. Islámský stát kontroloval město od října 2013 do února 2014. Po odchodu Islámského státu převzala kontrolu nad městem Islámská fronta, tehdy se oficiálně hlásící ke Svobodné syrské armádě. V roce 2015 byla ve městě zaznamenána přítomnost fronty an-Nusrá. V Turecku vycvičení neoznačení vojáci, popisovaní jako Turkmeni, dorazili do města v listopadu 2015 v rámci americko-turecké operace proti ISIS. V roce 2016 vyhlásilo Turecko město za červenou čáru, kterou tehdy postupující kurdské síly nesmějí překročit.